# Deontologia professional periodística
La deontologia professional periodística o ètica periodística és un ordre normatiu que afecta l'activitat periodística. Està format per un conjunt de normes que en determinades circumstàncies se senten com a obligatòries. També desenvolupen aquesta funció reguladora, entre d'altres, el dret i la moral. Aquesta doctrina garanteix l'aplicació dels principis ètics de la professió. Ho aconsegueix regulant el dret col·lectiu a la llibertat d'expressió, en concret, la llibertat d'informar i difondre continguts informatius. No es pot concebre una societat de masses, moderna i democràtica sense la presència de llibertat d'informació. Des de l'any 1948 a la Declaració Universal dels Drets Humans està registrat a l'article 19 on es garanteix el seu compliment.
La deontologia és "la branca de l'ètica l'objecte d'estudi del qual són els fonaments del deure i les normes morals" d'una professió determinada, com és el cas del periodisme. El conjunt de normes que limiten i regulen l'exercici de la professió no tenen caràcter sancionador però són interioritzades com si fossin obligatòries. Els principis ètics periodístics tenen la responsabilitat de conscienciar als periodistes del seu compromís a la veritat informativa.
La informació periodística lícita és verídica i desvinculada de qualsevol interès polític, social o econòmic i el periodista criteri és el que la proporciona o rectifica quan comet un error.
La deontologia professional queda plantejada com un conjunt sistemàtic de normes mínimes que un grup professional determinat estableix i que reflecteix una concepció ètica comuna majoritària dels seus membres. Representa una objectivació dels diferents conceptes ètico-professionals subjectius, que estaran més o menys d'acord amb l'entorn social i ha de prendre en consideració les concepcions ètiques individuals.
La implantació de codis ètics als mitjans de comunicació espanyols és un fenomen recent i encara no són molts els que els tenen. En els seus aspectes bàsics, guarden una notable semblança amb altres en vigor a tot l'Occident: en regular tot allò relatiu a la intimitat, l'honor, les relacions amb les fonts i la incompatibilitat d'algunes activitats amb la funció informativa. No obstant això, queden notables llacunes quant a qui està encarregat de fer complir aquests codis, així com la sanció per aquells que els vulnerin. També hi ha sensibles diferències en alguns aspectes concrets si es comparen els relatius als medis escrits amb els dels audiovisuals.

## Història

### Orígens
Jeremy Bentham va ser el primer que va fer al·lusió al concepte deontologia a la seva obra, publicada després de la seva mort, Deontologia o ciència moral. En un origen, la deontologia era una teoria ètica amb gran pes utilitarista, a la que s'intentava racionalitzar un codi moral, recollint una explicació pràctica com orientació. Emmanuel Derieux adaptà el concepte de deontologia a l'àmbit professional. Va afirmar que gràcies a ella, l'ètica professional adquireix un reconeixement públic. Així, a poc a poc, la deontologia va passar a l'àmbit professional, fins que M. Simon publicà Ciència dels deures professionals del metge el 1845. A l'àmbit periodístic, la deontologia professional cobrarà força a principis del segle xx, i s'establirà definitivament després de la Segona Guerra Mundial.
La regulació de l'activitat periodística des del punt de vista deontològic augmentà la seva importància arran de la instauració de les democràcies liberals. L'anomenat "quart poder" s'entenia com a instrument de control sobre els abusos de poder, de forma que la ciutadania obtenia informació imparcial a través dels medis.
Històricament, el paper emprès per la premsa a partir del segle xix era més que manifest. Aquest va ser el detonant perquè alguns autors, sobretot als Estats Units, comencessin a observar el paper que la premsa havia tingut al llarg dels segles XIX i XX, i més concretament, durant les dues guerres mundials. Els diversos estudis van demostrar que la premsa s'havia desviat notablement de la seva funció primordial: informar. Això va fer que es plantegés cap on s'havia desviat la qualitat de la informació des del XIX cap endavant. El dret a rebre informació i a facilitar informació és un dret inclòs a la Declaració dels Drets Humans firmada a la independència d'Amèrica, la Revolució Francesa i les revolucions burgeses de 1848.
El codi deontològic aplicat a l'àmbit de la comunicació és aleshores, un fenomen de la Modernitat. Als inicis, aquests ja recollien uns principis bàsics de veracitat i exactitud que implicava cert comprimís professional amb l'activitat. El suggeriment del concepte de codi deontològic periodístic com a tal radicà en un període en què hi havia la inexistència d'una identitat professional. Es produeix un ús polític dels codis que desembocarà a la pèrdua de significat d'aquests i la seva consegüent revisió i reemplaçament. Aquesta etapa proposa, a més, una amenaça per a la llibertat d'expressió.

### L'Informe Hutchins
L'any 1942, el responsable de la revista Time, Henry Lluïx, conscient de la desviació que havia sofert el periodisme, reflexiona sobre la realització d'un estudi centrat en la situació dels mitjans de comunicació. Aquest treball el va realitzar al costat del rector de la Universitat de Chicago Robert Hutchins qui, envoltat d'experts en Ciències Socials, va plasmar les seves conclusions en una premsa lliure i responsable (1947). En aquest treball exposa la situació de la premsa als Estats Units i proposa solucions per a aquells punts criticables. Un dels punts més destacats de l'informe Hutchins se centrava en la necessària intervenció governamental per a solucionar els problemes que s'enumeraven en el treball. Curiosament, va ser aquest darrer punt, el que major rebuig va suscitar a la premsa nord-americana. L'any 1902, Joseph Pulitzer, conscient dels dolents rumbs que estava seguint el periodisme, va crear l'Escola de Periodisme de la Universitat de Colúmbia a Nova York.
En certa manera, era elevar la professió periodística al rang universitari i assolir així un enfocament més professional. L'informe Hutchins va donar lloc a una teoria, a una doctrina: Teoria de la Responsabilitat Social de la Premsa. Configuració teòrica d'una primera doctrina on es reflectia l'enorme influència de la premsa per a dirigir l'opinió pública a favor dels dirigents del mitjà.

### L'Informe McBride
La revolada de l'informe Hutchins es va perllongar molt de temps. Així i tot, el 1979, la UNESCO, conscient d'aquesta situació desigual a la qual la informació estava controlada per les grans empreses de comunicació, a la qual sempre es parlava dels mateixos assumptes i dels mateixos països, encarrega un altre informe: l'informe McBride. Aquest informe va ser realitzat per l'irlandès Sean McBride qui, igual que Hutchins, es va envoltar d'una sèrie d'experts en el món de la comunicació per a elaborar un treball titulat Un sol món, veus múltiples (1980), on es recullen tots els delictes del poder que atempten contra el periodisme i que inclou un aspecte nou: els drets i deures del periodista. Diferents països van participar en l'elaboració d'aquest informe que va suposar una radiografia del món de la comunicació mundial als anys 70.
Entre els deures, hi ha tres punts que coincideixen en els dos informes (Hutchins-McBride):
1. Responsabilitat social dels professionals que implica una sèrie d'obligacions cap a l'opinió pública. Ja l'informe Hutchins establia que calia diferenciar el que és informació del que és opinió; és aquí on s'instaura aquesta responsabilitat social.
2. El periodisme ha de respectar les lleis per a no vulnerar els drets dels ciutadans.
3. Necessitat d'assumir la responsabilitat contractual amb la nostra empresa. Ambdós informes marquen així un abans i un després en el deure periodístic des del punt de vista deontològic; i es tractava d'imposar un nou ordre al món de la comunicació internacional.

### D'ecada del 1980
Als anys 80, s'assoleix un període de relativa estabilitat en les relacions intervencionals favorable a la consagració de nous valors que motivaren una revisió dels codis existents. Durant la dècada dels 90, sorgeix una preocupació al voltant dels problemes socials per les noves amenaces per a la democràcia com corrupció, racisme, terrorisme, etc. Això ha motivat una renovació dels codis que segueix oberta degut als problemes vigents que plantegen l'excessiva concentració dels mitjans a les corporacions internacionals, la competència agressiva, etc.
Les conseqüències també s'observaren a Espanya al voltant dels primers anys de la dècada de 1980. Als diaris espanyols, l'informe va provocar una reflexió manifesta tant en medis públics com privats. Aquesta reflexió, que cal tenir en compte, només és possible després de la mort de Franco. Josep Lluís Gómez Mompart, catedràtic de la Universitat Autònoma de Barcelona, estableix tres grans etapes del periodisme espanyol, des del 1975 fins a la publicació de l'informe:

### 1975-1982
Es tracta d'una etapa de transició en la qual la funció del periodisme és eminentment pedagògica. Això s'observa en l'exposició "Parlament de Paper": el que no es debatia a un Parlament, que no existia es debatia als diaris. Els medis, i sobretot els diaris, van ser els que van començar a fer reflexions sobre la necessitat de donar lloc a un canvi. Apareix la FAPE i noves associacions periodístiques. També es plantejà què fer amb els medis del Moviment, totalment intervinguts, d'empreses deficitàries i amb un contingut partidari del Règim. Es planteja, així, la necessitat d'instaurar medis lliures que foren reflex de la democràcia, que estava a punt d'arribar, i fomentar una premsa lliure; per això, calia destapar la premsa del Moviment i formar una premsa independent que assumís la seva responsabilitat de convertir-se en un servei social.

### 1982-1989
Es redactà i s'aprovà la Constitució espanyola. Al debat es va incluir també l'article 20 relacionat amb el món de la informació. En 1971 i 1972 sorgeixen a Espanya les primeres escoles de periodisme, i és en aquesta segona etapa quan accedeixen els primers llicenciats al mercat laboral. S'instaura una formació universitària, amb llibertat de càtedra, immersa a la branca de Ciències Socials. Després de la formació de les primeres associacions de professionals del món de la comunicació, sorgeixen les primeres associacions de consumidors que demandaven aquella responsabilitat dels medis a ser un servei públic.

## Codis deontològics

### Codi Internacional d'Ètica Periodística (UNESCO)[5]
| 1. El dret del poble a una informació verídica                                                | El poble i les persones tenen el dret a rebre una imatge objectiva de la realitat per mitjà d'una informació precisa i completa, i d'expressar-se lliurement a través dels diversos mitjans de difusió de la cultura i la comunicació |
| 2. Adhesió del periodista a la realitat objectiva                                             | La tasca primordial del periodista és la de servir el dret a una informació verídica i autèntica per l'adhesió honesta a la realitat objectiva, situant conscientment els fets en el seu context adequat |
| 3. La responsabilitat social del periodista                                                   | En el periodisme, la informació es comprèn com un ben social, i no com un simple producte. Això significa que el periodista comparteix la responsabilitat de la informació transmesa. El periodista és, per tant, responsable no només enfront dels quals dominen els mitjans de comunicació, sinó, en última èmfasi, enfront del gran públic, prenent en compte la diversitat dels interessos socials. |
| 4. La integritat professional del periodista                                                  | El paper social del periodista exigeix el que la professió mantingui un alt nivell d'integritat. Això inclou el dret del periodista a abstenir-se de treballar en contra de les seves conviccions o de revelar les seves fonts d'informació, i també el dret de participar en la presa de decisions en els mitjans de comunicació en què estigui emprat. |
| 5. Accés i participació del públic                                                            | El caràcter de la professió exigeix, d'altra banda, que el periodista afavoreixi l'accés del públic a la informació i la participació del públic en els mitjans, la qual cosa inclou l'obligació de la correcció o la rectificació i el dret de resposta. |
| 6. Respecte de la vida privada i de la dignitat de l'home                                     | El respecte del dret de les persones a la vida privada i a la dignitat humana, de conformitat amb les disposicions del dret internacional i nacional que concerneixen a la protecció dels drets i a la reputació de l'altre, així com les lleis sobre la difamació, la calúmnia, la injúria i la insinuació maliciosa, fan part integrant de les normes professionals del periodista. |
| 7. Respecte de l'interès públic                                                               | Pel mateix, les normes professionals del periodista prescriuen el respecte total de la comunitat nacional, de les seves institucions democràtiques i de la moral pública. |
| 8. Respecte dels valors universals i la diversitat de les cultures                            | El veritable periodista defensa els valors universals de l'humanisme, en particular la pau, la democràcia, els drets de l'home, el progrés social i l'alliberament nacional, i respectant el caràcter distintiu, el valor i la dignitat de cada cultura, així com el dret de cada poble a escollir lliurement i desenvolupar els seus sistemes polítics, social, econòmic o cultural. El periodista participa també activament en les transformacions socials orientades cap a una millora democràtica de la societat i contribueix, pel diàleg, a establir un clima de confiança en les relacions internacionals, de manera que afavoreixi en tot la pau i a justícia, la distensió, el desarmament i el desenvolupament nacional. |
| 9. L'eliminació de la guerra i altres grans plagues a les quals la humanitat està confrontada | El compromís ètic pels valors universals de l'humanisme prevé al periodista contra tota forma d'apologia o d'incitació favorable a les guerres d'agressió i la carrera armamentística, especialment amb armes nuclears, i a totes les altres formes de violència, d'odi o de discriminació, especialment el racisme. |

### Declaració de la UNESCO de 1983
Els Principis Internacionals d'Ètica Professional del Periodisme o de la Declaració de la UNESCO foren aprovats en 1983. Es tracta de l'estatut dels periodistes, d'una mera declaració, no d'una recomanació ni una decisió en sentit estricte.
Antecedents
Des dels seus començaments, l'ONU manifestà la seva preocupació per la llibertat d'expressió. El 1946 declarà que la llibertat d'informació és un dret humà fonamental i pedra de xoc de totes les llibertats a les quals són consagrades les Nacions Unides, va declarar que aquella llibertat era indispensable, la voluntat i la capacitat d'usar i no abusar dels seus privilegis; a més a més, de l'obligació moral d'investigar els fets sense prejudicis i difondre les informacions sense interacció maliciosa. L'any 1948 s'adoptà la iniciativa d'elaborar un codi universal d'ètica periodística.
Als anys seixanta, la UNESCO, organisme especialitzat de l'ONU fa seu l'objectiu inicial de l'organització d'elaborar un codi universal d'ètica periodística. Així el 1978 es consolida la creació del Consutative Club sobre els principis ètics del periodisme. S'aprova a París la Declaració 20c, sobre els valors que han d'orientar l'actuació dels mitjans, resumits en la seva necessària contribució a la pau, a l'enteniment internacional i a la defensa i promoció dels drets humans. La Conferència General de Paris de 1983 aprovà el text definitiu.
Contingut
Els anomenats "principis bàsics de l'ètica del periodisme" són en realitat deu enunciats de distinta natura.
- Deures: "el dret del poble a una informació verídica", concretat en "el dret a rebre una imatge objectiva de la realitat per mitjà d'una informació precisa i completa". La declaració proclama: "el deure d'adhesió del periodista a la realitat objectiva". També al·ludeix a les obligacions dels periodistes d'afavorir "l'accés del públic a informació i a la participació del públic en els mitjans". En segon lloc, s'estableixen una sèrie de deures, així el periodista haurà de respectar "el dret de les persones a la vida privada i a la dignitat humana", així com la propietat intel·lectual. Exigirà al periodista el respecte total a la comunitat nacional, a les seves institucions democràtiques i a la moral publica. Els valors a defensar per tots els professionals, resumits en tres grans apartats, són: el respecte als valors universals i a la diversitat de cultures, l'eliminació de la guerra i altres grans plagues de la humanitat està confrontada i la promoció d'un nou món d'informació i la comunicació.

- Drets: els drets dels periodistes estan connectats als deures. Així, del deure d'integritat moral del periodista es dedueix el seu dret a abstenir-se de treballar en contra de les seves conviccions o de revelar les seves fonts d'informació, i també el dret de participar en la presa de decisions en els mitjans de comunicació en què està empleat.

Eficàcia
No és una recomanació, ni una resolució. El seu valor orientatiu serveix de fonament internacional comú i de forta inspiració per als codis nacionals i regionals d'ètica. Les consideracions anteriors no resten importància a la declaració. Els seus principis essencials so de plena actualitat.

### Codi Europeu de Deontologia del Periodisme
L'assemblea Parlamentaria del Consell d'Europa aprovà per unanimitat en Estrasburg el 1993 una resolució que contemplava alguns principis ètics del periodisme, que estimà que haurien de ser aplicats a Europa.
En els seus 38 articles aborda una sèrie de qüestions com reforçar la responsabilitat que tenen els periodistes en exercir la seva professió, ja que en els actuals moments aquesta és important a l'hora d'ajudar a crear l'opinió dels ciutadans, pel que cal diferenciar entre notícies i opinions per evitar confusions. Les notícies s'han de regir pels principis de veracitat i d'imparcialitat, diferenciant-les dels rumors i les opinions, que tot i ser objectives no són infal·libles i han de fer-se des de plantejaments honestos i ètics, sense ocultar o negar la realitat de dades o fets.
El Codi Europeu de Deontologia del Periodisme recull la llibertat d'informació com un dret fonamental, del qual els subjectes són els ciutadans. Aquests tenen el dret d'exigir informació veraç i opinions honestes. A més, aprova la liberalització d'un mercat, el periodístic, que no ha d'estar sols en mans públiques, si bé ha de salvaguardar la llibertat en els mitjans de comunicació, evitant pressions internes i valorant la llibertat d'expressió d'editors i periodistes, per ser els emissors de la informació, no els propietaris.
Un apartat fa referència a la funció del periodisme i a la seva activitat ètica per la seva importància per la vida democràtica, tal com ho recullen altres declaracions. Però també s'assenyala que la pretensió del periodisme no és la de crear opinió pública, sinó transmetre informació als ciutadans, respectant la presumpció d'innocència i el dret a la vida íntima. Això també va unit al dret de les persones amb vida pública a gaudir de la seva vida privada, si bé en el camp en què hi hagi qualsevol tipus d'incidència sobre la vida publica, s'ha de recórrer a la jurisprudència pertinent per no danyar la seva vida privada.
També es recull el fet que en l'exercici del periodisme, el fi no justifica els mitjans, sinó que la informació s'ha d'obtenir per mitjans ètics i legals. A més, s'inclou la garantia d'unes condicions i un salari digne per a la realització de la professió periodística, així com una formació adequada per a la realització del treball.
A més, de recomanar la redacció d'estatuts de redacció per les empreses informatives, es recull una sèrie de pautes a seguir en situacions de conflicte, com el fet de defensar els valors de la democràcia (on recomana no ser neutral), el respecte a la dignitat humana, la solució de problemes a través de mètodes pacífics i de tolerància, i l'oposició a la violència i al llenguatge de l'odi i de l'enfrontament, rebutjant tota discriminació per raó de cultura, sexe o religió.
Quant als nens i als joves, s'evitarà la difusió de programes, missatges o imatges relatives a l'exaltació de la violència, el sexe i el consum i la utilització d'un llenguatge deliberadament inadequat.
L'assemblea també considera oportú la creació d'organismes d'autocontrol per al compliment d'aquest codi deontològic, on s'integren editors, periodistes i associacions d'usuaris de televisió, jutges i representants de la universitat
Finalment, l'assemblea recomana al comitè de ministres de la UE una sèrie de pautes d'acompliment dels codis deontològics recollits per diferents organismes, entre ells el que promou l'assemblea.

### El Codi Deontològic de la professió periodística de la FAPE
El codi deontològic de la professió periodística de la federació d'associacions de Periodistes Espanyols (FAPE), aprovat per la seva assemblea extraordinària de Sevilla, el 1993, és el document de deontologia periodística més important al nostre país. Al seu preàmbul s'assenyala que al marc de les llibertats civils de la Constitució l'activitat periodística és clau en el desenvolupament dels drets fonamentals sobre la lliure informació i expressió d'idees. També s'expressa que s'han de tenir en compte que aquesta activitat és sotmesa a límits. Aquells que impedeixen la vulneració d'altres drets fonamentals. Pel seu mode d'aprovació, el codi respon plenament a trets propis de l'anomenada autoregulació.

### Codi deontològic del Col·legi de Periodistes de Catalunya
El Col·legi de Periodistes de Catalunya i el Consell Consultiu de l'entitat, han coincidit en la necessitat de promoure una iniciativa col·lectiva de la professió periodística, encaminada a reafirmar els drets de la llibertat d'expressió i d'informació i a defendre l'existència d'una Premsa Lliure i responsable en el marc d'una societat plural i democràtica. Aquesta proposta pretén estimular la reflexió i la crítica col·lectiva per a una millor relació entre la Premsa i la societat, a la que es dirigeix i serveix. Amb aquesta finalitat, s'invita a les entitats i als professionals de l'àmbit de la informació i comunicació a reafirmar els principis deontològics que sustenten l'activitat periodística, subscrivint i assumint voluntàriament els criteris arreplegats a la declaració.
La llibertat d'expressió i el dret a la informació són dos fonaments substancials de la societat democràtica. Els dos són drets arreplegats i emparats per la Constitució.
La garantia dels drets dels ciutadans requereix la defensa d'una Premsa lliure, plural, crítica i oberta a la societat a la qual serveix. La importància de la funció social que presta el periodista a través dels mitjans de comunicació, exigeix salvaguardar de forma permanent els principis de qualsevol intent de restricció o coacció procedent de tota forma de poder, així com de la seva possible degradació.
Els professionals de la informació deuen desenvolupar la seva funció atenent al doble compromís de la responsabilitat derivada de la seva important tasca i del manament de la seva pròpia consciència, d'acord amb l'ordenament constitucional i els principis deontològics de la professió periodística. Per mantenir amb plenitud aquests principis, el periodista ha de defensar i aplicar rigorosament les normes en què es basa la seva activitat, atenent a uns criteris:
- Observar sempre una clara distinció entre fets i opinions o interpretacions, evitant tota confusió o distorsió deliberada de les dues coses.

- Difondre únicament informacions fonamentades, evitant afirmacions o dades imprecises.

- Rectificar amb diligència i amb tractament adequat a la circumstància, les informacions i les opinions que es deriven d'elles la falsedat de les quals haja estat demostrada i que resulten perjudicials per als drets o interessos legítims de les persones i organismes afectats.

- Utilitzar mètodes dignes per obtenir informació o imatges, sense recórrer a procediments il·lícits. Això és, evitant les càmeres espies, els maletins que s'obrin automàticament i desactivant la gravadora... Res de càmera oculta. Igualment, fa falta el consentiment d'un jutge per interceptar la correspondència o intervenir línies telefòniques.

- Respectar el "off the record" quan aquest haja estat especialment invocat, d'acord amb la pràctica usual d'aquesta norma. EXCEPCIÓ: S'ha de complir quan haja estat expressament invocat. No s'ha de trencar mai aquesta confidencialitat.

- Reconèixer a les persones individuals i jurídiques el seu dret a no proporcionar informació ni respondre preguntes, sense perjudici del deure dels periodistes d'atendre al dret dels ciutadans a la informació. Ningú té l'obligació de respondre a les preguntes d'un periodista.

- No acceptar mai retribucions o gratificacions de tercers, per promoure, orientar, influir o haver publicat informacions o opinions.

- No utilitzar mai en el mateix benefici informacions privilegiades obtingudes de forma confidencial com a periodistes en exercici de la seva funció informativa.

- Respectar el dret de les persones a la seva pròpia intimitat i imatge. Especialment en casos o circumstàncies d'aflicció o dolor.

- Observar escrupolosament el principi de presumpció d'innocència en les informacions i opinions relatives a causes o procediments penals en curs.

- Tractar amb especial forma tota la informació que afecte a menors, evitant difondre la seva identificació quan apareguin com a víctimes, testimonis o inculpats en causes criminals. També s'evitarà identificar contra la seva voluntat a les persones pròximes o familiars innocents d'acusats o convictes en procediments penals.

- Actuar amb especial responsabilitat i rigor en el cas d'informacions o opinions amb contingut que puguin suscitar discriminacions per raons de sexe, raça, creença o extracció social i cultural, així com incitar a l'ús de la violència evitant expressions o testimonis ofensius per a la condició personal dels individus i la seva integritat física i moral.

Els periodistes han de disposar dels mitjans i els instruments imprescindibles per poder desenvolupar la seva activitat amb plena independència, llibertat, iniciativa i sentit de la responsabilitat. En aquest sentit, els professionals hauran d'estar emparats per la clàusula de consciència i el secret professional. Es considera necessari l'establiment dels estatuts de redacció, com a l'instrument més adequat per delimitar els seus drets i deures en les empreses, i per aconseguir una major transparència en l'exercici de la seva funció davant dels ciutadans. Les entitats i organitzacions professionals hauran de vetllar per la bona imatge de la professió periodística, procurant evitar les pràctiques abusives i corruptives que contravinguin els principis elementals de l'ètica del periodisme. A més, s'hauria de considerar la constitució d'un organisme arbitral, representatiu, plural i independent dels poders públics, que s'ocupara de forma permanent d'aquesta funció.
La creació i posada de llarg del Codi Deontològic del Col·legi de Periodistes de Catalunya no ha estat exempta de polèmica. Altres periodistes han acusat a aquest grup d'informadors d'estar sotmesos al poder de torn a Catalunya; aquest, podria ser el fet que explicara, segons aquest grup de periodistes, que el Col·legi de Periodistes de Catalunya no haja denunciat alguns casos candents a la política catalana com el cobrament de comissions o el desastre al barri del Carmel. Per la seva banda, el Col·legi de Periodistes de Catalunya va emetre un comunicat per criticar la línia editorial de determinats mitjans de caràcter nacional, acusant-los de perseguir mitjans polítics i econòmics, i assegurant que aquests mitjans no realitzen periodisme. La dependència en molts casos entre la política i el periodisme, així com el clima tens que es respira en la vida pública espanyola en les últimes dades, han fet que es multipliquen les discussions i desavinences també dins de la mateixa professió periodística.

### Codi deontològic francès
A Europa existeixen diversos exemple de codis de deontologia en diferents països, tot i que han quedat reduïts a la pràctica, a simples declaracions de principis de bona voluntat, pel seu contingut molt genèric i per tenir carència de mecanismes d'autocontrol eficaços per no estar recolzats des de les empreses informàtiques. Només en molt pocs països europeus existeix la tradició de consells de premsa o òrgans eficaços d'autocontrol ètic, principalment a Suècia i el Regne Unit. La bona voluntat d'alguns medis de dotar-se individualment de figures com defensors del lector, de l'espectador, etc. Tenen, en tot cas, un efecte molt limitat.
El juliol del 1918 es firmà a París la Carta de Deures Professionals dels Periodistes Francesos, en ella s'adjudica al periodista la total responsabilitat dels seus escrits, inclòs si aquests són anònims. La calúmnia, les acusacions sense proves o l'alteració de documents són contràries al que està dictat a aquesta carta pel Sindicat de Periodistes Francesos, igual que adverteix de l'obligació de posar-ho a disposició judicial si s'observés un fet de tal magnitud. Aquest text fou revisat totalment a 1939 i, en l'actualitat, segueix en vigor.
Codis deontològics del periodista Llatinoamericà
Al si de les nacions unides s'ha treballat en la preparació d'un projecte de Codi d'Ètica Periodística de caràcter universal. El primer Congrés Llatinoamericà de Periodistes, celebrat a Mèxic D.F., al juny de 1976, acordà adoptar com seu el projecte anterior, amb algunes modificacions que li semblaren convenients. En diversos països les organitzacions de professionals del periodisme han elaborat regles nacionals sobre ètica professional.

### Codi deontològic veneçolà
El col·legi Nacional de Periodistes de Veneçuela té un Codi d'Ètica del periodista veneçolà que aplica als seus membres conforme a allò previngut a l'art. 29 de la Llei d'Exercici del Periodisme de 1972. Tots aquests codis d'ètica periodística tendeixen a evitar la intervenció de la llei comuna i dels tribunals ordinaris dins de les activitats periodístiques. Així ho recomana expressament la Conferència de Juristes Nòrdics, la qual confia més en una disciplina auto imposada per les mateixes organitzacions professionals. Així es disposa també en el projecte de Codi d'Ètica Periodística elaborat en el si de les Nacions Unides, on s'estableix que les regles d'aquest codi es basen en el principi que la responsabilitat d'assegurar la fidel observança de l'ètica professional recau en qui es dedica a la professió i no en cap govern. Aquest mateix principi passa l'Art. v. Del projecte dels periodistes llatinoamericans. La idea compta amb l'acceptació d'alguns estudiosos.
La llei veneçolana sobre exercici del periodisme senyala diverses violacions d'ètica professional en l'ordinal 1r de la seva Art. 30:
- Incórrer voluntàriament en errors de fet en les seves informacions
- Adulterar intencionadament les opinions i declaracions de tercers
- Negar-se a rectificar degudament els errors de fet en què hagi pogut incórrer en reportar sobre persones, successos o declaracions
- Adulterar o tergiversar intencionalment les informacions amb l'objecte de causar mal o perjudici moral a tercers
- Apartar-se deliberadament de l'objectivitat en les informacions sobre persones i successos

Totes aquestes disposicions miren únicament a la veritat de la publicació i descuiden els altres aspectes, entre ells, el del respecte a la vida privada. L'Art. 5 del Codi d'Ètica del Periodista Veneçolà disposa en la seva frase final: "el periodista només podrà informar de la vida privada allò que sigui d'importància per als interessos de la col·lectivitat"; a més l'Art. 8, prohibeix elaborar material informatiu del qual la seva divulgació o publicació resulti denigrant o humiliant per a la condició humana i l'ús de tècniques groguistes. També en aquests projectes i codis ètics s'inclouen normes que tendeixen a preservar la veritat i l'objectivitat de la informació, però hi ha poc interès en ells per precisar situacions de conveniència pública que poden imposar restriccions a la informació.

## Organismes

### Federacio Internacional de Periodistes
La Federación Internacional de Periodistas Arxivat 2008-01-07 a Wayback Machine. es tracta de la confederació d'unions professionals de periodistes més grans del món. En l'actualitat, la Federació representa uns 500.000 membres repartits en 120 països, entre els que figura Espanya. La seva principal feina consisteix a regular la pràctica professional, ètica i moral del periodisme en l'àmbit internacional, així com tractar de resoldre els assumptes relacionats amb l'exercici dels diferents grups professionals. Fundada el 1926, fou rellançada el 1946 i va ser sotmesa, de nou, a un llançament definitiu l'any 1952.
Des d'aleshores, la forma i el funcionament de l'organització no ha variat. La FIP pretén garantir el pluralisme democràtic i la defensa dels Drets Humans Fonamentals i es considera independent de qualsevol organisme ideològic polític, governamental i religiós.
La Federació Internacional de Periodistes persegueix una sèrie d'objectius que, per un costat, afecten exclusivament als periodistes i al seu treball professional, i per un altre, aquells objectius repercuteixen en els membres de la federació per garantir-ne el correcte funcionament.
Quant als primers, la FIP insisteix en la necessitat de protegir els drets i llibertats dels periodistes i apel·len a promoure el paper social d'aquests professionals i del periodisme, en tant que contribueixen a la llibertat i la democràcia. Al mateix temps, la FIP vol fomentar la millora de la professionalitat i els alts nivells en l'educació periodística amb el fi de què el periodisme es desenvolupi garantint la llibertat d'informació, la llibertat dels mitjans de comunicació i la independència del periodisme, a través de la recerca i condemna de qualsevol tipus de violació.
Pel que respecta als membres de l'organització, la FIP reuneix els seus esforços per promoure la cooperació en accions, com la garantia de seguretat pel periodista o l'assistència a les unions professionals de periodistes que treballen als territoris dels diferents membres de l'organització. Finalment, la Federació també cerca establir i mantenir relacions estretes de rellevància internacional amb governs i organitzacions no governamentals en benefici d'aquests objectius.

### Federació d'Associacions de Periodistes d'Espanya (FAPE)
La federació d'associacions de periodistes d'Espanya (FAPE) és l'organització més gran de periodistes d'Espanya. Està integrada per la pràctica totalitat de les associacions de la Premsa, 45 amb 12.500 membres, i tres associacions sectorials de periodistes, que sumen uns altres 3.000 associats. Actualment, és l'entitat més representativa del periodisme espanyol. Està presidida per Fernando González Urbaneja.
La FAPE es creà a Santander, en 1922. El 19 de maig d'aquell any, l'associació de la Premsa de Santander convoca una assemblea constituent de la federació de les associacions existents a Espanya. S'aprofita el mes d'agost, en què estiuejava en el palau de la Magdalena del Rey Alfons XIII, i fou el Rey qui presidi la sessió inaugural de l'assemblea, el 6 d'agost de 1922.
Durant el franquisme fou una associació semioficial. El que es va fer durant aquells anys fou concedir el carnet oficial de periodista i portar el registre oficial de tots els periodistes d'Espanya. El 1984, i novament en Santander, es va assistir a la seva "refundació".
Les associacions federades, avui en dia són: Albacete, Alicante, Almeria, Aragón, Ávila, Badajoz, Burgos, Caceres, Cádiz, Campo de Gibraltar, Guadalajara, Huelva, Jaén, Jerez de la Frontera, La Coruña, La Rioja, Lanzarote-Fuenteventura, Las Palmas, León, Lugo, Madrid, Màlaga, Melilla, Mérida, Múrcia, Oviedo, País Vasco, Pamplona, Santa Cruz de Tenerife, Santiago de Compostela, Segovia, Sevilla, Soria, Talavera de la Reina, Toledo, Valladolid, Zamora i Unión de Periodistas Valencianos.
Actualment, aquesta federació és una organització professional sindical acollida a la llei 91/1977, Llei d'Associacions Professionals, i legalitzada amb el nombre 896. Es regeix per uns estatuts aprovats a l'assemblea General de Burgos el 2006 i té la seu a Madrid.
D'acord amb els seus estatuts, podran associar-se que estigui en possessió d'un títol -llicenciatura o un altre de caràcter oficial per al qual exigeixi tenir una llicenciatura- expedit per una facultat de periodisme, Ciències de la Informació o denominació equiparable, de qualsevol universitat espanyola o estrangera amb titulació homologada en Espanya.
La Comissió de Queixes i Deontologia de la Federació d'Associacions de Periodistes d'Espanya (FAPE), es constitueix, segons aquesta," com òrgan d'autocontrol deontològic intern de la professió periodística". Actua com a autoritat moral, atorgada pels periodistes de la Federació i el seu objectiu principal és l'acompliment del codi deontològic, així com el "d'afavorir i promoure l'arbitratge, la mediació, l'enteniment i la recomanació de petició de disculpes". La comissió sorgeix de manera paral·lela a l'aprovació del codi el 27 de novembre de 1993 i està formada per 16 membres, entre ells el seu president, Antonio Fontan Pérez, Catedràtic Emèrit de La universitat Complutense de Madrid, periodista i polític.

### Associació Espanyola de la Premsa Gratuïta
En febrer de 2001, va ser constituïda la AEPG (Associació Espanyola de la Premsa Gratuïta), associació amb la voluntat de ser l'interlocutor vàlid d'un col·lectiu que, des de fa molts anys té una forta organització a Espanya i té una gran difusió i aprovació per part de tota la població. Dins dels fins de l'Associació s'inclouen, la representació, gestió i defensa dels interessos econòmico-socials, empresarials i professionals col·lectius dels associats. El codi de normes deontològiques de les publicacions de premsa gratuïta, compilat per l'AEPG, és creat amb el compromís d'adoptar-lo com a norma de treball en l'àmbit de totes les premses associades i de tots qui intervenen en les publicacions (anunciants, agències de publicitat, dissenyadors, proveïdors, etc.) amb la finalitat de:
- Fomentar unes bones relacions i una competència legal en les publicacions que es dediquen a la premsa gratuïta, entre elles mateixes i en relació amb altres mitjans publicitaris i periodístics que es presenten.

- Fomentar un augment del sentit de la responsabilitat amb els lectors, en tant que possibles consumidors dels productes o serveis que es publiciten i sobre els quals es difon informació.

- Contrarestar els possibles abusos de la publicitat quan aquests no siguen conformes amb les normes o els costums establerts.

- Cohesionar el sector de la premsa gratuïta i potenciar la via de l'associacionisme per a abastar els objectius del sector.

En relació amb l'activitat periodística
No és un codi de periodistes, perquè l'AEPG accepta complir el contingut del seu codi deontològic, ni de publicistes, perquè aquest sector també té normes específiques. Es tracta d'un codi propi destinat a un tipus de publicacions en les quals s'harmonitzen les tres activitats: editora, periodística i publicitària. Amb l'objectiu d'abastar unes habilitats fluides i evitar conflictes amb la resta de col·lectius caldrà tenir tindre en compte els següents criteris:
- La llibertat d'expressió i el dret d'informació són drets fonamentals arreplegats en la Constitució Espanyola. Aquests drets prevaldran sempre que no entren en contradicció amb el respecte a la intimitat de les persones.

- Aquestes publicacions, i els periodistes que hi treballen, guardaran el secret professional, respectant les fonts d'informació i les confidències. No revelaran els noms dels informants llevat que hi haja autorització judicial.

- Queden prohibides les calúmnies, les acusacions, les difamacions, les injuries i els plagis.

- Aquestes publicacions han de rectificar al més prompte possible qualsevol informació errònia o inexacta, així com a concedir el dret de rèplica, rectificació o resposta a tota persona que ho sol·licite.

- Els periodistes i editors salvaguardaran el dret natural que té tota persona a la seva intimitat, vida privada, personal i familiar.

- El dret a la llibertat d'informació i d'expressió del periodista comprèn també al dret al comentari i la crítica.

- Els periodistes i les publicacions no mostraran cap discriminació entre les persones per raó de raça, color, sexe, religió, opinió pública, origen nacional, etc. Es mantendrà sempre el respecte constitucional a la presumpció d'innocència.

- A l'exercici de la professió, els periodistes no podran fer publicitat ni propaganda de cap activitat relacionada amb interessos personals o comercials.

- En la redacció d'articles es respectarà el dret d'autor i es mencionaran les fonts d'informació. El periodista és responsable moral de tot el que publica.

- Sempre que sigui possible, el periodista haurà de comprovar la veracitat de les seues fonts d'informació. Les notícies, informes i rumors sense confirmar han de presentar-se clarament com a tals. El periodista deu deixar clara la diferència entre allò que és una notícia, i el que és el seu comentari (opinió o interpretació) per evitar confusions.

### Reporters Sense Fronteres
Reporters Sense Fronteres és una organització internacional que des de 1985 lluita per mantenir la llibertat de premsa als cinc continents del món. El seu treball té per objectiu: defensar els periodistes, oferir-los seguretat en les zones de conflicte, donar suport econòmic a mitjans de comunicació en situacions difícils i reduir la censura sota la premissa "No esperi que li privin de la informació per defensar-la".
Reporters Sense Fronteres, organitzats per Zones o per temes (Internet), duen a terme un llistat de tots els atemptats contra la llibertat de premsa. Després de verificar les esmentades activitats, els investigadors i els corresponsals de l'organització dirigeixen cartes de protesta a les autoritats, amb la finalitat de fer veure als governs que no respecten el dret a informar i ser informat. A més, envien comunicats als mitjans de comunicació perquè es mobilitzin per a la fi d'aquests casos. Tot i així, és difícil solucionar el problema. Llavors, una delegació de Reporters sense Fronteres acudeix sobre el terreny, amb l'objectiu de conèixer millor les condicions de treball dels periodistes, avaluar la situació de la llibertat de premsa, investigar els casos de periodistes empresonats o assassinats i entrevistar-se amb les autoritats del país. Finalment, fa públic aquests casos i els denuncia perquè arribin al seu fi. L'organització es finança a través de la venda dels seus àlbums de fotografies i calendaris, subhastes, donacions, cotitzacions, mecenatge, subvencions públiques i col·laboracions amb empreses privades. És una organització reconeguda d'utilitat pública a França i disposa d'estatut consultiu a les Nacions Unides. No obstant això, aquesta organització internacional ha rebut severes crítiques per part de diferents intel·lectuals de tot el món, d'organitzacions de periodistes tant professionals com sindicals, així com de la família del càmera espanyol José Couso, assassinat per l'exèrcit dels EUA durant el transcurs de la Guerra d'Irak. Aquestes crítiques posen en dubte la suposada funció de defensa de la llibertat de premsa de la qual fa gala l'organització, basant-se -sobretot- en les seves fonts de finançament. Entre aquestes fonts hi ha la National Endowment for Democracy, que és -segons el New York Times- una oficina pantalla de la CIA.